# Mononym
Ein Mononym ist ein einnamiger Personenname (von griechischen monos „einzeln“ und onoma „Name“) im Gegensatz zu mehrnamigen, etwa aus Vor- und Nachname bestehenden Namen.
Gelegentlich wählt der Träger eines mehrteiligen Namens selbst ein Mononym, in manchen Zeiten und Kulturen ist Mononymie auch traditionell, beispielsweise sind javanische Namen traditionell mononym.
So ist es bei südamerikanischen Fußballspielern häufig, dass sie unter einem Mononym auftreten und der eigentliche Name gegenüber dem Mononym ganz in den Hintergrund tritt, zum Beispiel bei den Brasilianern Pelé, Ronaldo, Robinho, Ronaldinho und Kaká. Ein weiteres Beispiel sind mononyme Künstlernamen, etwa die Sänger Bono, Cher und Madonna oder der Clown Grock. Solche Mononyme haben in Kunst und Literatur eine lange Tradition, Beispiele sind Novalis oder Farinelli. Manchmal wird dabei sogar das Mononym zum gesetzlichen Namen, so bei dem amerikanischen Zauberkünstler und Comedian Teller, dem (stummen) Partner des Duos Penn & Teller.

## Bezeichnung des Namens
Im Reallexikon der Germanischen Altertumskunde wird das terminologische Problem der Anthroponymie (Personennamenkunde) angesprochen, nämlich, dass gängige Bezeichnungen wie „Rufname“, „Vorname“ und „Taufname“ nicht für Zeiten und Kulturen passen, bei denen Einnamigkeit herrscht: „Vorname“ wie „Rufname“ setzen eigentlich mehrere Namen voraus, „Taufname“ setzt ein Taufzeremoniell voraus.
Dennoch wird häufig die Bezeichnung „Rufname“ für historische Mononyme verwendet, etwa von Adolf Bach in seiner Deutschen Namenkunde.

## Geschichte
Mononyme Namensformen waren in den antiken Kulturen des Mittelmeerraumes weit verbreitet. Sowohl biblische Namen wie Adam und Eva, Moses, Abraham, aber auch Namen aus dem antiken Griechenland wie Herakles, Homer, Sokrates oder Plato befolgen dieses Muster. Sie wurden allerdings häufig etwa durch Bezeichnung des Herkunftsortes (z. B. Zenon von Elea) oder der Tätigkeit (z. B. Zenon der Stoiker) genauer bestimmt. Diese Zusätze galten aber nicht als Teil des Namens, insofern sie nicht fest waren, sondern im Prinzip nach Gutdünken so gewählt werden konnten, dass innerhalb eines Kontextes klar war, von wem die Rede war.

## Verbreitung
Keinen Nachnamen zu haben, ist heute vor allem noch in einigen asiatischen Regionen üblich, zum Beispiel in Afghanistan, Bhutan, Indonesien, Myanmar und Südindien.